# Josep Manel Casanova i Capdevila
Josep Manel Casanova i Capdevila (Barcelona, 11 de febrer de 1951 - Màlaga, 6 d'agost de 2017) fou un futbolista català de la dècada del 1970, i més tard entrenador i director tècnic. En la seva etapa futbolística fou conegut com a José Manuel.

## Trajectòria
Es formà al CF Damm, on es proclamà subcampió d'Espanya juvenil. El 1969 fitxà pel CE Sabadell però una lesió estroncà la seva primera temporada i la següent jugà a l'equip B. El 1971 fou cedit al Terrassa FC, i el gener de 1973 al CE Júpiter. En acabar aquesta temporada signà per la UE Sant Andreu, on jugà dues temporades a Segona Divisió.
L'any 1975 fou incorporat pel RCD Espanyol, club amb el qual jugà quatre temporades a primera divisió. La temporada 1979-80 retornà al Sant Andreu. Una greu lesió l'obligà a abandonar el futbol encara jove. Fou president durant quatre anys de l'Agrupació de Veterans de l'Espanyol, i la temporada 1984-85 entrà a formar part del futbol base blanc-i-blau, essent entrenador dels equips de formació, segon entrenador del primer equip en diverses ocasions i director tècnic. També fou entrenador del CE Júpiter i director del futbol base del Màlaga CF.